# Rae Morris
Rachel "Rae" Morris (Blackpool, 2 de setembro de 1992) é uma cantora e compositora britânica.